# El Giaour

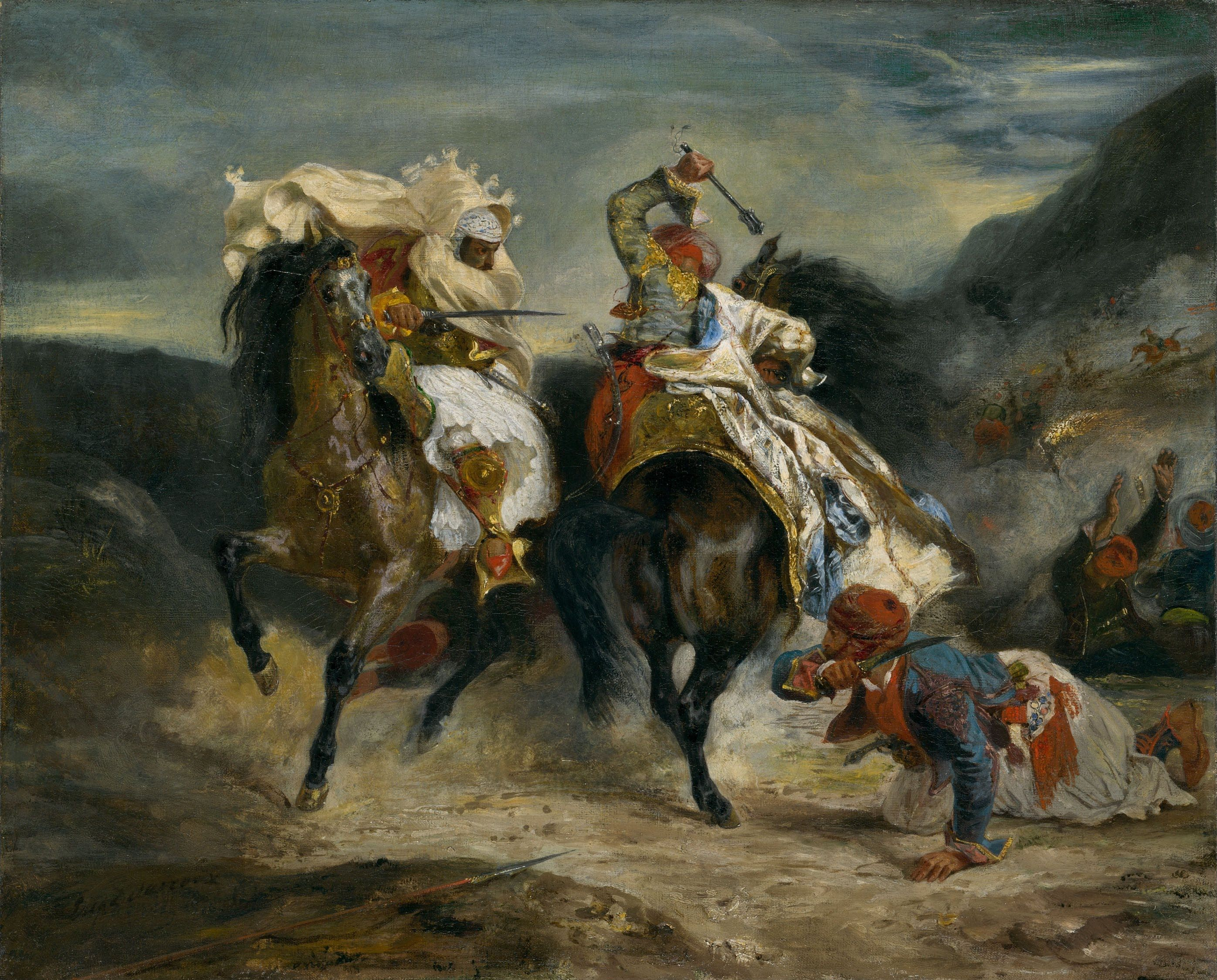
Combate del Giaour y el Pachá (1827), pintado por Eugène Delacroix

El Giaour es un poema escrito por Lord Byron, publicado en 1813 y el primero de una serie de poemas de temática oriental. También es una de las primeras obras de ficción en tocar el tema del vampirismo (ver Vampiros en la literatura). El Giaour tuvo un gran éxito cuando fue publicado, consolidando la reputación literaria y comercial de Byron.

## Trasfondo
Byron se inspiró para escribir el poema durante su Grand Tour entre 1810 y 1811 en compañía de su amigo John Cam Hobhouse. Mientras se encontraba en Atenas, Byron conoció la costumbre turca de arrojar al mar a una mujer culpable de adulterio envuelta en un saco.
Giaour (turco: Gâvur) es una ofensiva palabra turca para designar a un infiel o no creyente y es similar a la palabra árabe kafir. La historia de El Giaour está subtitulada como Un fragmento de un cuento turco y es el único poema narrativo de Byron. El autor diseñó la historia con tres narradores que dan su punto de vista sobre una serie de acontecimientos. La historia principal está contada por Leila, una mujer que si bien hace parte del harén de Hassan, ama a un giaour y es ejecutada por Hassan, que la arroja al mar. En venganza, el giaour mata a Hassan e ingresa en un monasterio debido a sus remordimientos. 
La historia contrasta las percepciones cristianas y musulmanas sobre el amor, el sexo, la muerte y el más allá.
El poema fue escrito después de que Byron se hiciera famoso de la noche a la mañana tras la publicación de los dos primeros cantos de Las peregrinaciones de Childe Harold y refleja su desencanto con la fama. También refleja la tristeza, melancolía y lujuria de los dos amores ilícitos del autor, con su medio hermana Augusta Leigh y con Lady Frances Webster.
La primera versión del poema fue escrita entre septiembre de 1812 y marzo de 1813 y una versión de 700 líneas fue publicada en junio de 1813. Varias ediciones sucesivas fueron publicadas ese mismo año, cada una más extensa que la exterior. La última y definitiva contenía 1300 líneas, casi dos veces el doble que la original.

## Orientalismo romántico
El Giaour demostró ser muy popular en todas sus ediciones del año 1813. En 1815 se habían publicado 14 ediciones cuando fue incluido en la primera recopilación de poemas de Byron. Su inesperado éxito llevó a Byron publicar tres "cuentos turcos" más en los dos años siguientes: La novia de Abydos (1813), El Corsario (1814) y Lara. Cada uno de estos poemas tuvo gran éxito y El Corsario vendió 10 000 copias en su primer día de publicación. Estos cuentos llevaron al público la figura byroniana del héroe. El Giaour ilustra la idea de orientalismo en sus personajes. El protagonista, el giaour, es un hombre occidental que viaja a Oriente y destruye el orden establecido provocando la muerte de Leila y matando a Hassan. Algunos críticos asocian a Leila, el personaje femenino de esta historia del que el giaour se enamora, como una personificación de Grecia, víctima de la guerra entre el Imperio otomano y Rusia. La destrucción de Leila simboliza los poderes coloniales que se disputan la tierra.
Byron comentó irónicamente el éxito de estas obras "orientales" en su poema Beppo (1818):
¡Oh! Si tuviera el arte de la escritura fácil / que fuera de lectura fácil (...) / rápidamente escribiría para deleite del mundo / un cuento griego, sirio o asirio / y te lo vendería, mezclando sentimentalismo occidental / y algunos toques del mejor orientalismo.
El pintor francés Eugène Delacroix utilizó la historia como inspiración para su pintura Combate del Giaour y el Pachá (1827).

## Influencia
El poema influyó en las primeras obras de Edgar Allan Poe. Su primer gran poema, Tamerlán imita en gran medida el estilo de El Giaour

### Mención de vampiros
El Giaour también destaca por su mención a los vampiros. Después de contar cómo el giaour mata a Hassan, el narrador del Imperio otomano predice que en castigo por su crimen, el giaour estará condenado a convertirse en vampiro después de su muerte y a matar a sus propios seres queridos bebiendo su sangre, para su tormento y el de ellos. Byron se había familiarizado con varias leyendas sobre vampiros durante su grand tour.

Byron describe así al vampiro, versos 757–768:
But first, on earth as vampire sent, / Pero antes, enviado a la tierra como vampiro,
Thy corse shall from its tomb be rent: / Tu cadáver de su sepulcro será arrancado:
Then ghastly haunt thy native place, / Entonces, acechará espantosamente tu lugar natal,
And suck the blood of all thy race; / Y chupará la sangre de toda tu raza;
There from thy daughter, sister, wife, / Allí de tu hija, hermana, esposa,
At midnight drain the stream of life; / A medianoche drenará el arroyo de la vida;
Yet loathe the banquet which perforce / Pero aborrecerá el banquete que por fuerza
Must feed thy livid living corse: / Debe alimentar tu lívido cadáver viviente:
Thy victims ere they yet expire / Tus víctimas, antes de morir
Shall know the demon for their sire, / Sabrán que el demonio es su padre
As cursing thee, thou cursing them, / Maldiciéndote, tú maldiciéndoles

Thy flowers are withered on the stem. / Tus flores se marchitan en el tallo.
La asociación de Byron con los vampiros continuó en 1819 con la publicación de El Vampiro de John Polidori, que fue inspirado por una historia inconclusa de Byron. El personaje protagonista, Lord Ruthven, estaba basado en el propio Byron. Polidori había trabajado previamente como médico personal de Byron, y los dos se separaron en malos términos. Para enojo de Byron, la autoría de El Vampiro le fue atribuida e incluso fue incluida en el tercer volumen de las obras de Byron por demanda popular. Se cree que Polidori fomentó esta confusión para incrementar las ventas de su obra. Lord Ruthven es el arquetipo de la figura del vampiro romántico, descrito como un aristócrata sensual, decadente e intelectual.